# Rede Up
Rede Up é uma rede de emissoras de rádio brasileira sediada em São Paulo. É controlada pela Agência RF, empresa de conteúdo digital. Sua programação é baseada em sucessos populares. Inicialmente chamada de Play Hits, a rede oferece para as emissoras a opção de seguir como marca híbrida (na qual o afiliado opta por continuar usando o nome da sua emissora de rádio) ou adotando a identidade da rede, com a marca Rádio UP FM. A cada duas horas a Rede Up oferece um programa diferente e cada emissora tem a liberdade de poder engatar com a rede quando quiser.

## História
O anúncio do lançamento da rede Play Hits foi dado em setembro de 2019. Em 5 de novembro, entrou oficialmente no ar, com sua primeira afiliada em Sergipe. Desde então, a cadeia de emissoras começou a se expandir pelo Brasil. 
Em abril de 2020 foi lançada a Play Hits Diamantina, em Minas Gerais. No mesmo mês, entrou no ar a Live FM, em Campos dos Goytacazes, ocupando a vaga deixada pela Mix FM.
A Play Hits chegou ao Mato Grosso do Sul, no município de Nioaque, em maio. Já no mesmo mês, a rede estreou em Juiz de Fora, através da Play Hits, que entrou no lugar da Rádio Globo.

### Mudança de nome
Em julho de 2020, o Grupo Bandeirantes de Comunicação lançou, em São Paulo, a Play FM, provocando conflito de nome com a rede Play Hits. O CEO da Agência RF, Robson Ferri, se pronunciou e disse que a agência tinha o registro das marcas Rádio Play e Play Hits na classe 35 no Instituto Nacional da Propriedade Industrial (INPI), enquanto que o Grupo Bandeirantes registrou a marca Play FM na classe 41. Entretanto, nem a Agência RF tinha ciência disso e, tampouco, o Grupo Bandeirantes se manifestou quando a Play Hits foi lançada.
No dia 25 de setembro de 2020, a rede Play Hits passou a adotar o nome Rede Up para que a marca não fosse confundida com a emissora lançada pelo Grupo Bandeirantes. Na ocasião, Robson Ferri disse que a intenção da rede sempre foi ter um nome único. Além disso, as emissoras que adotaram o nome Play Hits não precisaram mudar de marca, continuando a receber o suporte da rede.

### Expansão
A Rede Up seguiu expandindo a sua rede de afiliadas. A estreia em Santa Catarina aconteceu em outubro de 2020, através das rádios Menina FM de Blumenau e Balneário Camboriú. No mês dezembro, a estreia aconteceu em Vitória da Conquista, na Bahia, pela Rádio Up Vitória da Conquista.
Em 1º de janeiro de 2021 foi lançada a TransaHits FM,em Corumbá, com afiliação à Rede Up. Já em fevereiro, foi a vez de estrear em Lages, em Santa Catarina, através da Princesa FM. Em março, foi confirmado o lançamento da rede em Mata de São João, na Bahia, pela Sauípe FM.